# USS Conqueror (AMc-70)
USS Conqueror (AMc-70) – trałowiec typu Accentor. Pełnił służbę w United States Navy w czasie II wojny światowej.
Jego stępkę położono 8 maja 1941. Zwodowano go w stoczni Warren Fish Company, w Pensacola (Floryda). Wszedł do służby 6 marca 1942.
W czasie wojny pełnił służbę na Atlantyku w pobliżu wschodniego wybrzeża USA, m.in. w 6 i 10. Dystrykcie Morskim.
Wycofany ze służby 6 grudnia 1945. Skreślony z listy jednostek floty prawdopodobnie w 1946.